# Luc-sur-Aude
Luc-sur-Aude település Franciaországban, Aude megyében. Lakosainak száma 253 fő (2022. január 1.). Luc-sur-Aude Alet-les-Bains, Cassaignes, Couiza, Coustaussa, Montazels, Peyrolles és Véraza községekkel határos.

## Népesség
A település népességének változása:
| Lakosok száma | 109  | 130  | 199  | 188  | 222  | 229  | 246  | 246  | 244  | 253  |
|               | 1968 | 1982 | 1990 | 2006 | 2013 | 2015 | 2017 | 2019 | 2020 | 2022 |